# Julianne Hough
Pour les articles homonymes, voir Hough.
Julianne Hough est une autrice-compositrice-interprète, danseuse et actrice américaine née le 20 juillet 1988 à Orem, dans l'Utah.
Elle est surtout connue pour avoir remporté, à deux reprises, la compétition Dancing with the Stars. Elle a été nommée pour un Emmy Awards, en 2007, dans la catégorie « Meilleure chorégraphie » pour la cinquième saison de l'émission. En 2011, elle a tenu le rôle principal dans le film, Footloose, le remake du film des années 1980. Julianne est également une chanteuse country, et a sorti son premier album en 2008, intitulé Julianne Hough. Depuis septembre 2014, Julianne fait partie du jury de Dancing with the Stars.
Elle a participé à la saison 14 d'America's Got Talent en tant que juge aux côtés de Howie Mandel, Simon Cowell et Gabrielle Union.

## Biographie
Née à Orem, dans l'Utah, Julianne est la dernière d'une fratrie de cinq enfants, et est la fille de Marianne Nelson et Bruce Robert Hough, qui a deux fois été président du parti républicain d'Utah. Elle a grandi dans une famille de membres de l'église de Jésus-Christ des saints des derniers jours,. Elle a un frère aîné, Derek, qui est danseur et chorégraphe, et trois sœurs aînées, Sharee, Marabeth et Katherine. Ses grands-parents maternels et paternels étaient danseurs. Elle a seize neveux et nièces : Paris, Willow, Skye, Star, Bronson, Max, Griffin, Evelyn, Hayden, Tyler, Latelyn, AR et Quaid Wise (les enfants de Sharee Hough), Aidan Poole (le fils de Marabeth Hough), et Ariana Phillips et Adilyn Rayne (les filles de Katherine Hough). Ses parents ont divorcé lorsqu'elle était très jeune ; elle a, alors, neuf demi-frères et demi-sœurs, tous issus des précédents mariages de sa belle-mère et de son beau-père.
Julianne a commencé à prendre des cours de danse au conservatoire Center Stage Performing Arts Studio d'Orem, où elle a dansé aux côtés de Josh Murillo ; elle a commencé à participer à des compétitions de danse dès l'âge de 9 ans. En 1999, à l'âge de 10 ans, ses parents l'ont envoyée à Londres avec son frère Derek afin d'y vivre et d'y poursuivre leurs études avec Corky et Shirley Ballas, les parents du danseur professionnel Mark Ballas,. Dès lors, la famille Ballas a pris Derek et Julianne sous son aile. Très vite, ils intègrent le conservatoire britannique Italia Conti Academy of Theatre Arts. Ils suivent alors des cours de chant, de comédie, de gymnastique et de toutes sortes de danses : jazz, ballet, claquettes et latines. À l'âge de 12 ans, Julianne, Derek et Mark Ballas forment un groupe baptisé 2B1G (2 Boys, 1 Girl). Ils participent à des compétitions de danse aux États-Unis et au Royaume-Uni.
À 15 ans, Julianne devient la plus jeune (et seule américaine) à remporter le championnat de danse Junior World Latin Champion and International Latin Youth Champion lors du Blackpool Dance Festival. Cette même année, elle quitte Londres, après avoir été « abusée mentalement et physiquement » : « Lorsque je suis devenue une jeune femme, et que je n'étais plus une petite fille, on m'a dit que trois choses se produiraient si je revenais aux États-Unis : 1) Je ne réussirai jamais à concrétiser mon rêve, 2) Je deviendrai serveuse au Whataburger, et 3) Je finirai prostituée. Forcément, je ne voulais pas revenir aux États-Unis. ». De retour aux États-Unis, elle étudie aux écoles Las Vegas Academy et Alta High School.

## Carrière

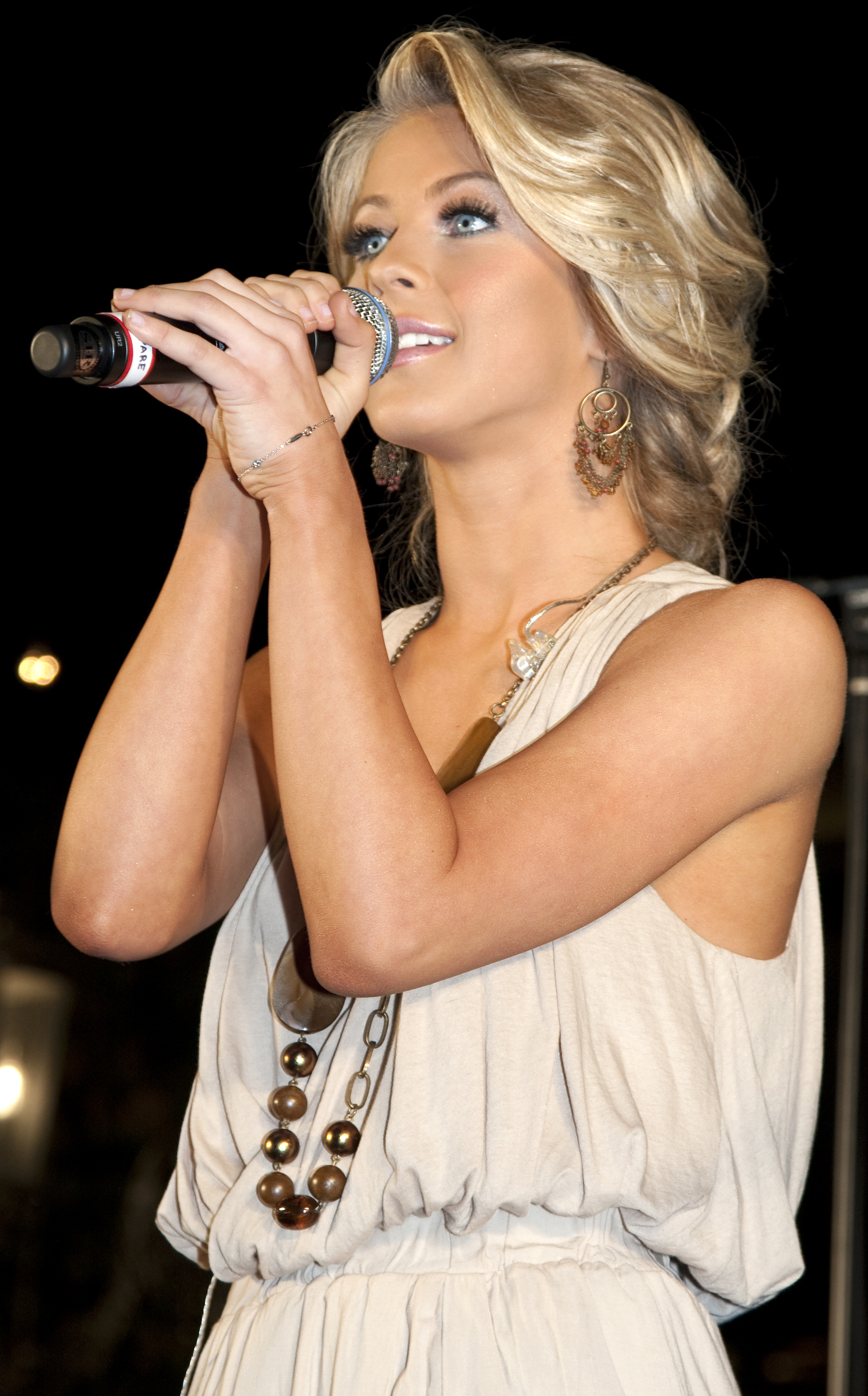
Julianne Hough en concert à Los Angeles en mars 2009.

### La danse
En 2006, à 18 ans, Julianne fait partie des danseurs du jeu télévisé Show Me the Money. L'année suivante, elle remporte la quatrième saison de Dancing with the Stars, avec comme partenaire le patineur de vitesse sur courte piste Apolo Anton Ohno ; Julianne devient alors la plus jeune danseuse professionnelle à remporter la compétition, à seulement 18 ans. Le 27 novembre 2007, à 19 ans, elle remporte la cinquième saison de Dancing with the Stars avec le pilote automobile Hélio Castroneves. En mars 2008, elle participe à la sixième saison de Dancing with the Stars avec comme partenaire le comédien et animateur de radio Adam Carolla mais ils se font éliminer au bout de la quatrième semaine. En juillet 2008, à 20 ans, elle est nommée pour un Emmy Awards dans la catégorie « Meilleure chorégraphie » pour son mambo avec Hélio Castroneves.
Le 25 août 2008, les couples de la septième saison de Dancing with the Stars sont annoncés : le partenaire de Julianne est l'acteur Cody Linley, alias Jake Ryan dans Hannah Montana. Durant leur prestation du 27 octobre 2008, Julianne ressent une douleur abdominale et est envoyée à l'hôpital. Le lendemain, elle se fait opérer de l'appendicite ; la danseuse Edyta Śliwińska la remplace alors pour le reste de l'émission. Elle retourne dans l'émission pour la demi-finale mais se fait éliminer le soir même avec Cody Linley.
Le 20 novembre 2008, lors d'une interview avec Ryan Seacrest, Julianne annonce qu'elle ne reviendra pas dans Dancing with the Stars afin de se concentrer sur sa carrière musicale. Cependant, elle participe à la huitième saison, avec son petit ami de l'époque, Chuck Wicks. Ils se sont fait éliminer au bout de la huitième semaine. Le 11 octobre 2011, elle revient dans l'émission avec comme partenaire l'acteur Kenny Wormald. Depuis septembre 2014, Julianne fait partie du jury de l'émission.

### La musique

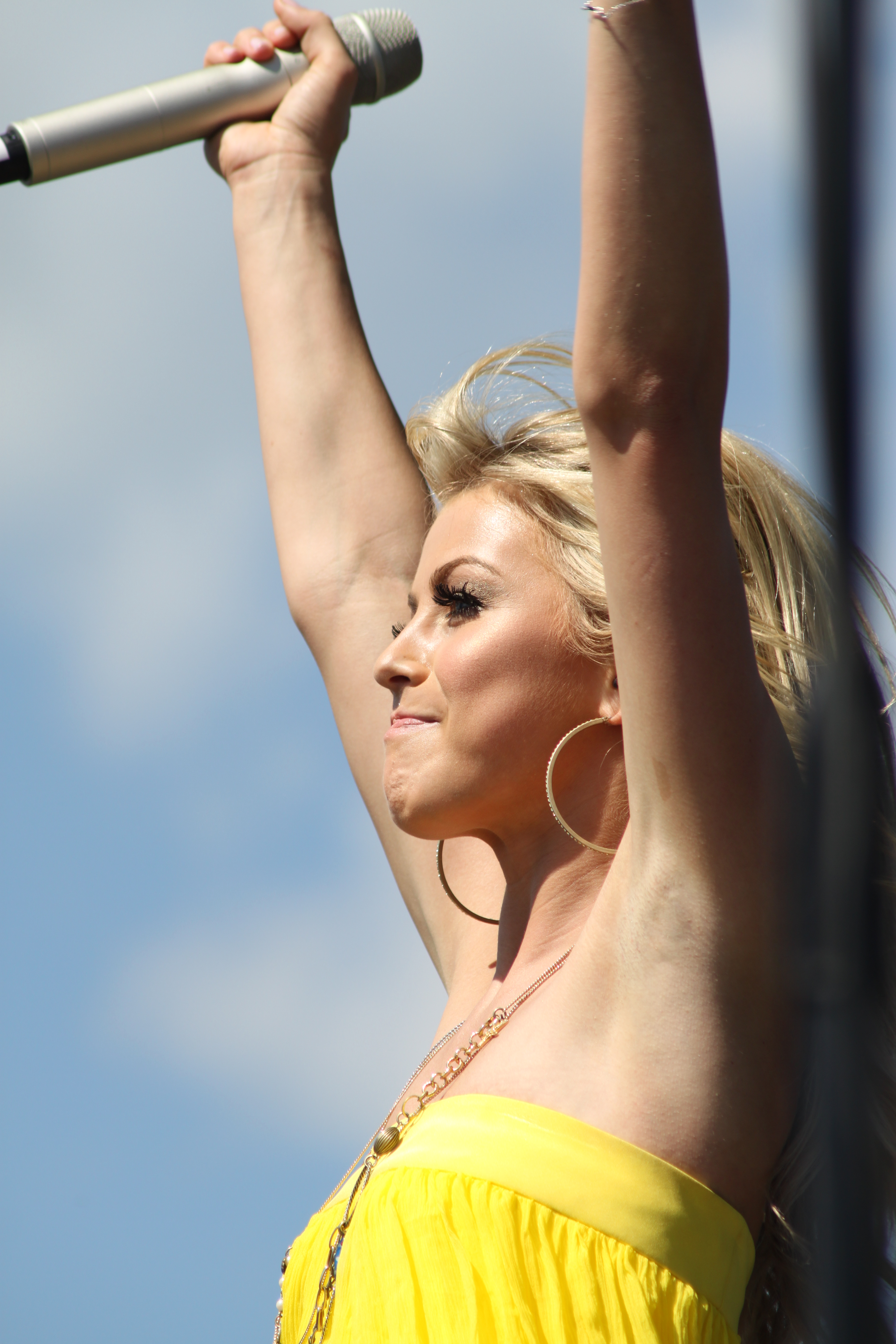
Julianne Hough en concert en juin 2009.

En mai 2007, elle sort son premier single, Will You Dance With Me, qui se place à la dernière place du classement Pop 100. Plus tard, elle signe un contrat avec la maison de disques Mercury Nashville.
Peu de temps après, elle enregistre son premier album à Nashville. Son album, intitulé simplement Julianne Hough, sort le 20 mai 2008 et reçoit des critiques mitigées,. Cependant, le 31 mai 2008, il est en tête du classement Top Country Albums puis se place à la troisième place du Billboard 200. Afin de promouvoir l'album, Julianne Hough sort deux singles : That Song in My Head et My Hallelujah Song.
En 2008, elle se joint à Brad Paisley pour sa tournée, aux côtés de Jewel et Chuck Wicks. Par la suite, elle apparaît dans le clip My Medicine de Snoop Dogg, avec Willie Nelson et Brad Paisley. À l'automne 2008, elle tourne dans une publicité pour la marque, Juicy Fruit, et en octobre 2008,  sort un EP spécial Noël, intitulé Sounds of the Season: The Julianne Hough Holiday Collection. Le 18 novembre 2008, elle chante sa chanson My Hallelujah Song sur le plateau de Dancing with the Stars, pendant que Mark Ballas, Lacey Schwimmer et son frère Derek Hough dansent.
En avril 2009, elle remporte le prix de la « Nouvelle artiste féminine » lors des Academy of Country Music Awards. Alors qu'elle n'a pas pu écrire et composer pour son premier album, Julianne annonce qu'elle travaille sur son deuxième album. Le 21 juin 2010, elle sort un single, intitulé Is That So Wrong. Cependant, son deuxième album, intitulé Wildfire, n'est jamais sorti. Deux ans plus tard, en juin 2012, Julianne a expliqué à AOL que son « deuxième album est complètement bouclé » mais qu'elle ne prévoyait pas de le sortir, en raison sa carrière d'actrice et de danse. En revanche, elle a déclaré que « lorsque j'aurai le temps de me concentrer pleinement là-dessus, je recommencerai à faire de la musique ».

### La comédie

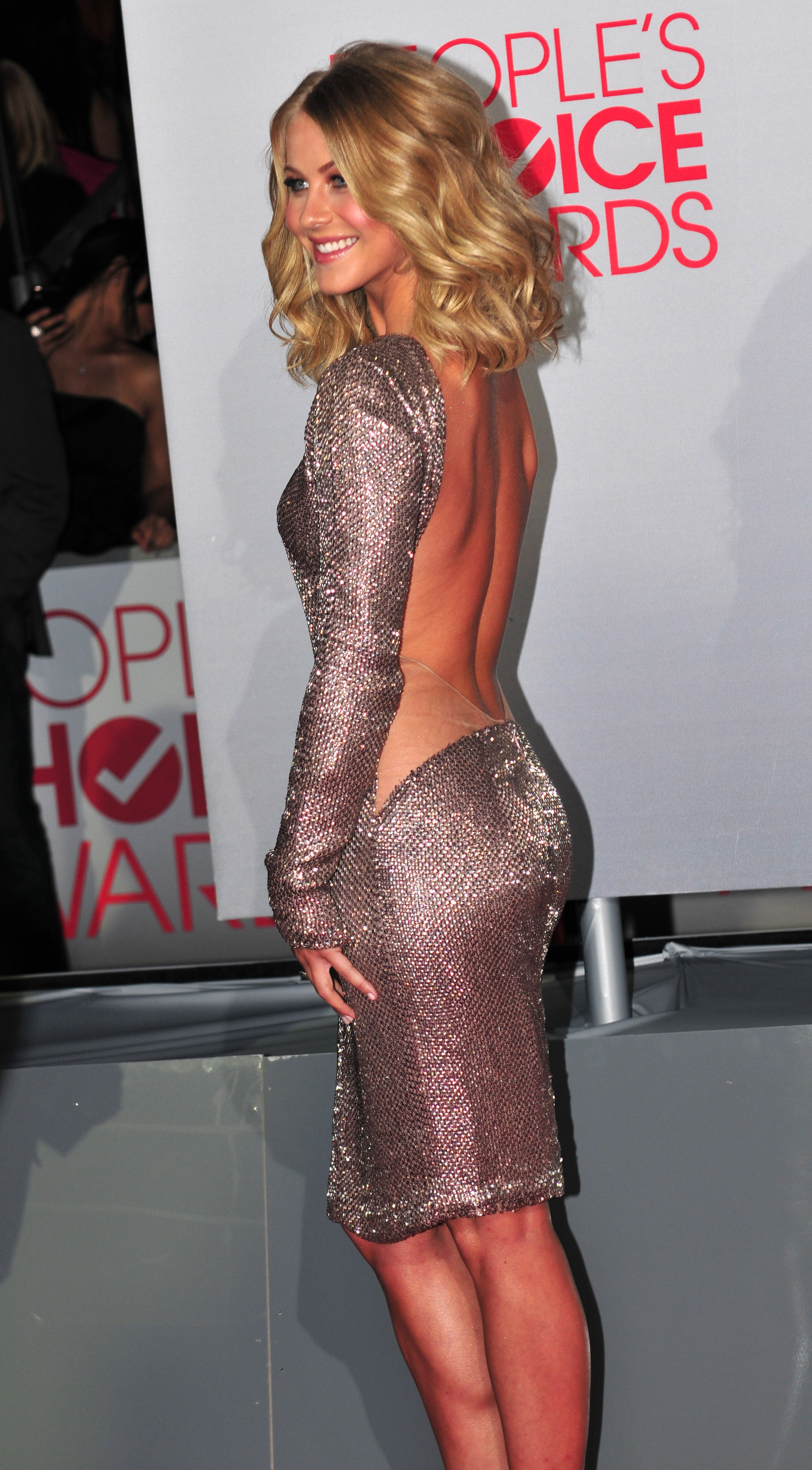
Julianne Hough à la 38e cérémonie des People's Choice Awards le 11 janvier 2012.

En 2001, à l’âge de 13 ans, elle obtient son premier rôle dans le célèbre film Harry Potter à l'école des sorciers, celui d'une étudiante de Poudlard. Cependant, son rôle n'est pas crédité. En 2010, elle tient le rôle de Georgia dans la comédie musicale Burlesque aux côtés de Christina Aguilera, Cher et Kristen Bell.
En 2011, elle tient son premier grand rôle dans Footloose, le remake du film homonyme de 1984, aux côtés de Kenny Wormald. Le tournage s'est déroulé en fin d'année 2010 et le film est sorti en octobre 2011. L'année suivante, elle joue dans l'adaptation cinématographique de la comédie musicale de Broadway, Rock Forever, aux côtés de Tom Cruise et Mary J. Blige. En février 2013, elle joue dans la comédie romantique Un havre de paix — une adaptation cinématographique du roman de Nicholas Sparks —, où elle joue la compagne de Josh Duhamel. En octobre 2013, elle joue aux côtés du comédien britannique Russell Brand dans la comédie dramatique, Paradise.
En janvier 2015, il a été annoncé qu'une version télévisée de la comédie musicale Grease allait bientôt être adaptée pour la chaîne Fox. Le 17 janvier, il est révélé que Julianne jouera le rôle de Sandy, que Vanessa Hudgens jouera le rôle de  et que l'émission sera diffusée le 31 janvier 2016.

## Vie privée
Julianne Hough est la meilleure amie de l'actrice canadienne Nina Dobrev, rencontrée en 2013,. En 2019, elle déclare être bisexuelle, ainsi qu'atteinte d'endométriose — dont elle a été diagnostiquée en 2008, à l'âge de 20 ans.

### Relations
De 2002 à 2004, Julianne Hough fréquente Mark Ballas, un ami d'enfance de son frère Derek Hough. En 2006, à 18 ans, elle se fiance avec le danseur Zack Wilson (né le 1er mai 1988), son ami d'enfance qu'elle fréquente depuis moins d'un an. Ils se séparent durant l'été 2007 alors qu'ils devaient se marier en août de la même année. 
Durant l'été 2008, elle entame une relation avec le chanteur de musique country Chuck Wicks, qui est alors son partenaire dans Dancing with the Stars. Le couple envisage de se marier mais se sépare en novembre 2009. Cette rupture a inspiré Julianne Hough pour composer la chanson Is That So Wrong. En avril 2010, à l'âge de 21 ans, Julianne Hough entame une relation très médiatisée avec le producteur et animateur de radio Ryan Seacrest — alors âgé de 35 ans,. Ils se séparent en mars 2013 après plus de trois ans de relation. Durant l'été 2013, elle a une brève liaison avec le réalisateur Ari Sandel.
En décembre 2013, elle devient la compagne du joueur professionnel canadien de hockey sur glace Brooks Laich,. Ils se fiancent le 18 août 2015, puis se marient le 8 juillet 2017. Le couple annonce leur séparation le 29 mai 2020, puis se remettent ensemble deux mois plus tard, avant de demander le divorce en novembre de la même année. Leur divorce est prononcé le 10 juin 2022.

## Palmarès deDancing with the Stars
| Saison | Partenaire        | Place      |
| ------ | ----------------- | ---------- |
| 4      | Apolo Anton Ohno  | Vainqueurs |
| 5      | Hélio Castroneves | Vainqueurs |
| 6      | Adam Carolla      | 9e         |
| 7      | Cody Linley       | 4e         |
| 8      | Chuck Wicks       | 6e         |

## Discographie

### Studio album
- 2008 : Julianne Hough

### EP
- 2008 : Sounds of the Season: The Julianne Hough Holiday Collection

### Bande originale
- 2012 : Rock Forever

### Singles
- 2007 : Will You Dance With Me
- 2008 : That Song in My Head
- 2008 : My Hallelujah Song
- 2010 : Is That So Wrong
- 2010 : We Are the World 25 for Haiti

### Clips
- 2008 : That Song in My Head
- 2008 : My Hallelujah Song
- 2010 : Is That So Wrong
- 2010 : We Are the World 25 for Haiti

## Filmographie
- 2007-2017: Dancing with the Stars : Danseuse, chorégraphe (2007-2009) / Membre du jury (2014-2015-2016-2017)
- 2010 : Burlesque : Georgia
- 2011 : Footloose : Ariel Moore
- 2012 : Rock Forever : Sherrie Christian
- 2013 : Un havre de paix : Katie Feldman / Erin Tierney
- 2013 : Paradise : Lamb Mannerhelm
- 2015 : Curve : Mallory Rutledge
- 2016 : Grease: Live ! : Sandy Young
- 2016 : Dirty Papy : Meredith Goldstein
- 2019 : Dolly Parton's Heartstrings (épisode 1) : Jolene
- 2026 : The Bride de Maggie Gyllenhaal

## Distinctions

### Récompenses
- 2009 : 
  - Academy of Country Music Awards : Nouvelle artiste féminine
  - Academy of Country Music Awards : Nouvelle artiste
- 2011 : ShoWest : La star féminine montante de l'année

### Nominations
- 2008 : Emmy Awards : Meilleure chorégraphie pour Dancing with the Stars
- 2009 : 
  - CMT Music Awards : Meilleur nouveau clip de l'année pour That Song in My Head
  - Emmy Awards : Meilleure chorégraphie pour Dancing with the Stars (avec Derek Hough)
- 2012 :
  - Teen Choice Awards : Meilleure révélation dans un film pour Rock Forever
  - Teen Choice Awards : Meilleure chimie à l'écran pour Rock Forever (avec Diego Boneta)